# Antonia López González
Antonia López González (Guareña, 1967) é uma médica espanhola, e investigadora de doenças tropicais, especialmente da doença de Jorge Lobo ou lobomicose.

## Biografia
É cooperadora responsável e fundadora da organização não governamental Comité Ipiranga de atenção primária aos doentes da região do Amazonas. A equipa de médicos atende dentro de um barco hospitalar que navega pelo rio Purus, na Amazónia, para ter acesso aos povoados.
Antonia López foi diretora da revista Leucemia da Faculdade de Medicina da Universidade da Estremadura (1987-1990). É relatora de diversos seminários e congressos internacionais sobre doenças tropicais.
A sua ação humanitária, comprometida socialmente, agregou à sua visão científica, tendo publicado um livro sobre as doenças dermatológicas tropicais esquecidas, da classe endémica na região amazónica, cujo livro é referenciado mundialmente.
Em 2002 foi galardoada com a Medalha da Estremadura, e recebeu outros reconhecimentos honoríficos como: Prémio Cooperação e Solidariedade de AFA-Prelazia/Brasil (2002), Prémio de Cooperação Internacional Direitos Humanos da Estremadura (2007), Prémio de Cooperação Enclave-92 Usina Cosmopolis-Brasil, Prémio Culturas Comité Estremenho contra o racismo, a xenofobia e a intolerância (2001), e a Medalha de Ouro do Colégio de Médicos de Badajoz (2014).